# Sport en Colombie
Le sport en Colombie fait référence à la pratique du sport en Colombie. Les sports les plus populaires sont notamment le football, le baseball et le cyclisme.
Le sport en Colombie est promu gouvernementalement par l'Instituto Colombiano del Deporte (Coldeportes), sous la tutelle du Ministère de la Culture, par les Secrétariats municipaux et départementaux de récréation et sports, ainsi que par des associations indépendantes telles que les fédérations, instituts et ligues dans les différentes disciplines sportives. Les sports soutenus par le gouvernement se déroulent suivant la législation éducative en centres sportifs colombiens comme les écoles sportives, le sport universitaire et les jeux inter-universités. Les principales installations sportives se concentrent dans les villes les plus peuplées, où se tiennent régulièrement les jeux sportifs nationaux de Colombie (es).

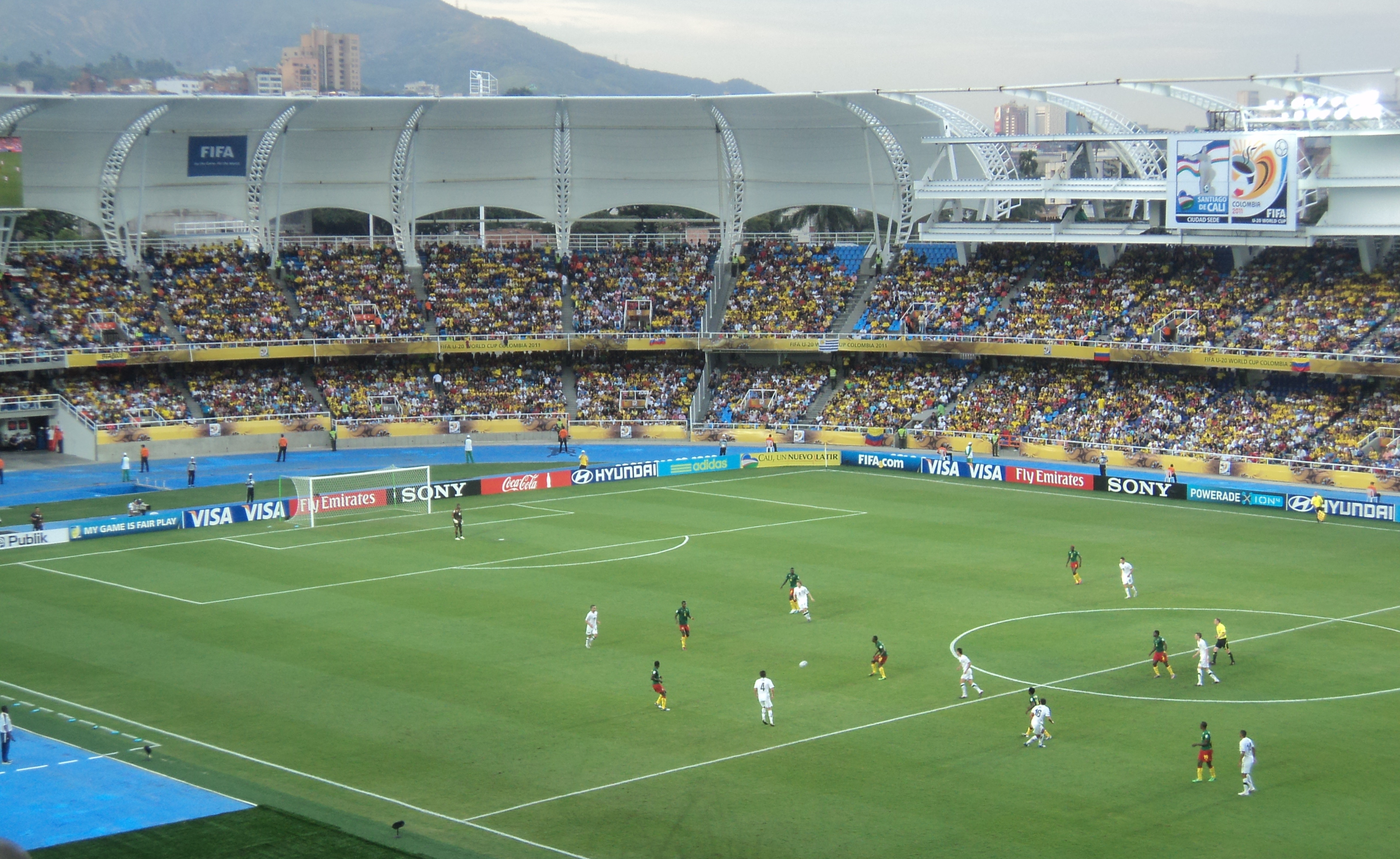
Le stade olympique Pascual Guerrero de Cali durant la Coupe du monde de football des moins de 20 ans 2011.

Bien que le tejo, ou turmequé, un jeu d'origine indigène, soit considéré comme le sport national, le football est de loin le sport le plus populaire du pays. La Fédération colombienne de football, affiliée à la FIFA et à la Confédération sud-américaine de football, dirige la pratique de ce sport dans le pays et prend en charge les tournois internationaux qui se tiennent dans la nation, comme la Copa América 2001 et la Coupe du monde de football des moins de 20 ans de 2011. Elle gère les sélections colombiennes masculine, féminine, moins de 20 ans, moins de 17 ans, et les équipes de football en salle et de football de plage masculines. La fédération dirige également la division professionnelle du football colombien, qui organise les championnats de première et deuxième division, et la division amateur du football colombien (es), chargée du football amateur et juvénile.

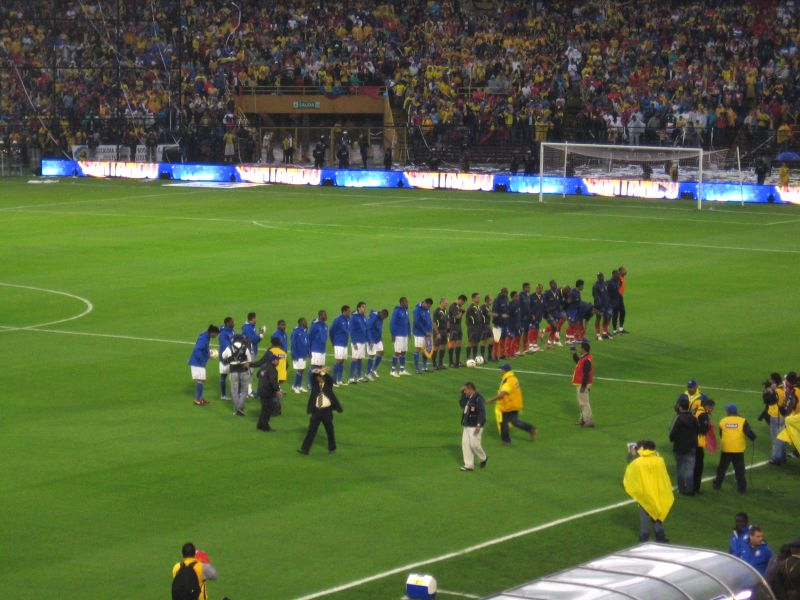
La sélection colombienne face au Brésil.

La sélection nationale s'est qualifiée pour la Coupe du Monde au Chili en 1962, en Italie en 1990 (huitièmes de finale), aux États-Unis en 1994 et en France en 1998. Le plus important triomphe de la sélection a été la Copa América 2001, dont la Colombie fut le pays hôte. La Colombie a été finaliste de la Copa América 1975 à Caracas contre le Pérou. Au niveau des clubs, les plus grandes réalisations du football colombien ont été obtenues lors des Copas Libertadores par l'Atlético Nacional de Medellín face au Club Olimpia du Paraguay en 1989 et par l'Once Caldas contre le Boca Juniors argentin en 2004. Les Millonarios de Bogota ont été l'équipe la plus titrée en championnat colombien, remportant 14 victoires, la dernière étant en 2012.

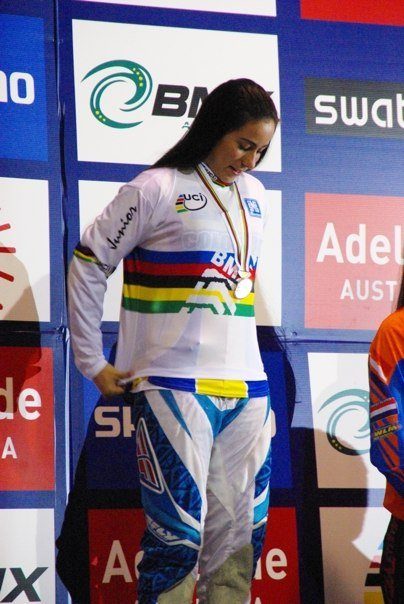
Mariana Pajón, championne olympique à Londres en 2012 et multiple championne mondiale de bicycle motocross.

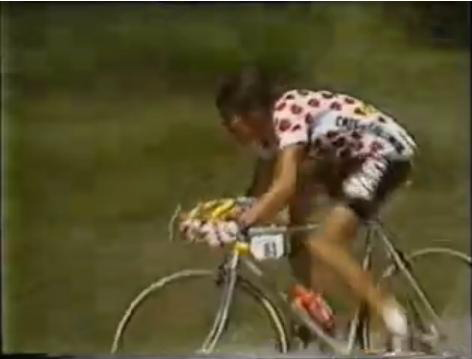
Lucho Herrera, vainqueur du Tour d'Espagne en 1987, de 4 Tours de Colombie, de 4 Clásicos RCN et meilleur grimpeur dans 3 grands tours.

La popularité du football a relégué à un rang secondaire des sports comme le cyclisme, qui a connu une grande popularité depuis la tenue du premier Tour de Colombie en 1951, atteignant son apogée dans les années 1980, quand une série de coureurs comme Luis Herrera, la principale figure, Fabio Parra et Alfonso Flórez, a remporté des victoires importantes dans les grandes compétitions européennes. Herrera est le premier Colombien à remporter une étape du Tour de France en 1984. Il est devenu champion du Tour d'Espagne en 1987 et remporta le Tour de Colombie et le Clásico RCN à plusieurs reprises. D'autres cyclistes importants ont été Ephraim Forero, premier champion du Tour de Colombie, Martín Emilio Rodríguez, recordman mondial de l'heure en 1970 et champion du monde en 1971, José Patrocinio Jiménez, Santiago Botero et beaucoup d'autres cyclistes colombiens. Dans le cyclisme olympique ont excellé María Luisa Calle et Rigoberto Urán, qui ont remporté des médailles respectivement sur piste et sur route. En 2013, lors du Tour de France, Nairo Quintana, à 23 ans, remporte le maillot blanc du meilleur jeune et le maillot à pois du meilleur grimpeur et finit également sur le podium à la deuxième place. Le pays a aussi mis en lumière la pratique du cyclo-cross ou Bicycle motocross, discipline dans laquelle les représentants colombiens ont obtenu des titres olympiques, mondiaux, panaméricains et sud-américains grâce à des sportifs comme Mariana Pajón, Carlos Oquendo, Santiago Duque, Carlos Alberto Ramírez et Augusto Castro.
La pratique de la boxe anglaise en Colombie est enracinée dans la côte Caraïbe, d'où proviennent ses grandes figures. Dans la boxe anglaise, se sont distingués Antonio Cervantes « Kid Pambelé », qui a donné le premier titre mondial de boxe à la Colombie en 1972, ainsi que Rodrigo Valdez, Miguel Happy Lora (es), Fidel Bassa, Tomás Molinares, Rafael Pineda, Bernardo Caraballo (es) et Mario Miranda (es). Jorge Eliécer Julio, lors des Jeux olympiques d'été de 1988, et Alfonso Pérez et Clemente Rojas, lors des Jeux olympiques d'été de 1972, ont gagné des médailles de bronze.

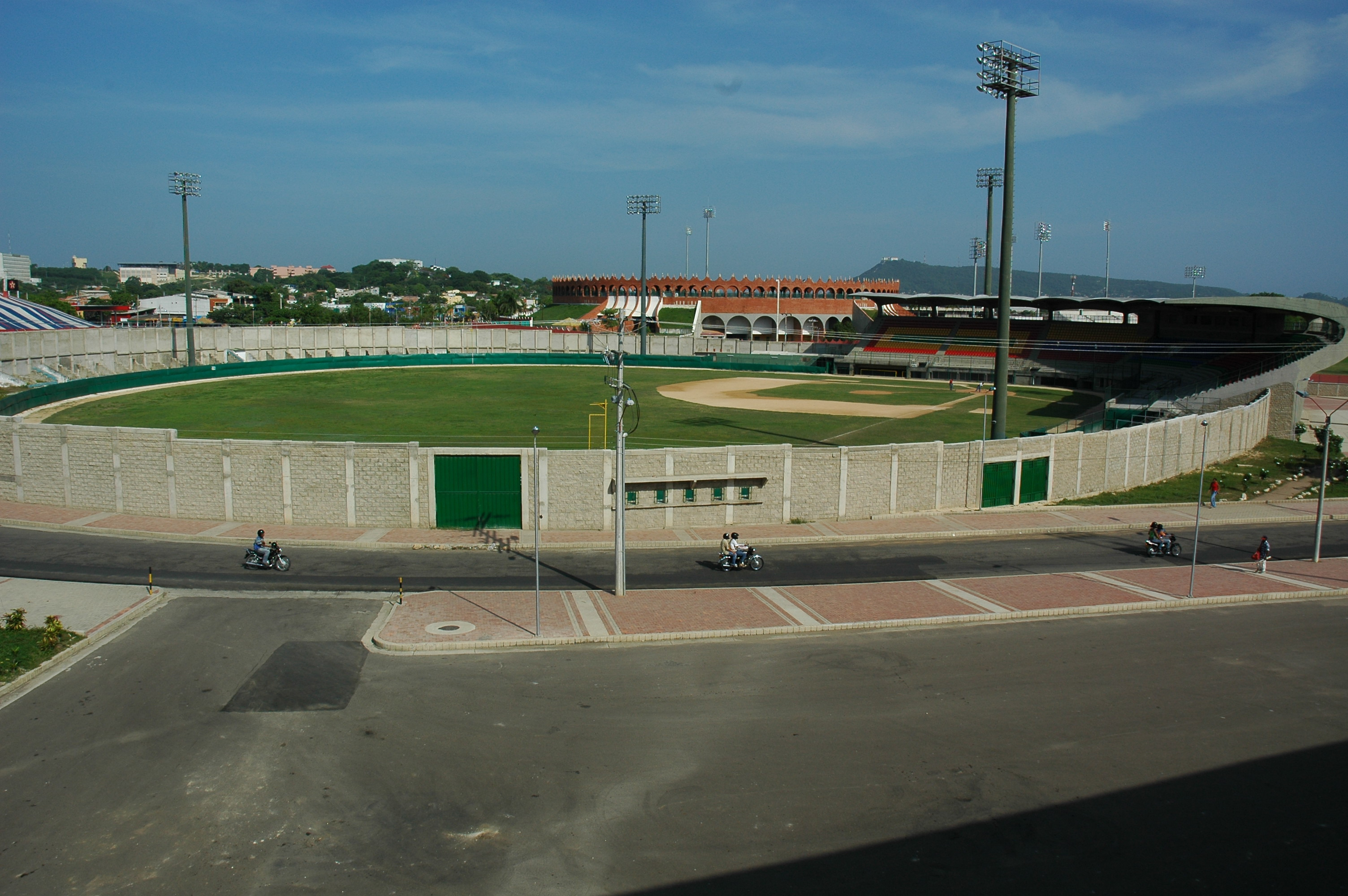
Le de Carthagène des Indes, le plus important stade de baseball de Colombie.

En baseball, un autre sport ancré dans la côte des Caraïbes, la Colombie a été championne du monde amateur en 1947 et 1965. Plusieurs joueurs de baseball ont rejoint les ligues majeures, comme Edgar Rentería, champion avec les Marlins de Miami dans la Série mondiale 1997 et avec les Giants de San Francisco de la Série mondiale 2010 (où il fut nommé meilleur joueur), et Orlando Cabrera, champion de la Série mondiale 2004 avec les Red Sox de Boston. Rentería est le seul Colombien à avoir participé au All-Star Game. D'autres Colombiens ont atteint les ligues majeures comme Joaquín Gutiérrez, Jolbert Cabrera, Emiliano Fruto, Yamid Haad, Ernesto Frieri, José Quintana, Jhonatan Solano, Donovan Solano et Julio Teheran. En 2010, le Championnat de Colombie de baseball s'est élargi de quatre à six équipes, et pour la première fois dans le pays avec des neuvaines à Bogota, Cali et Medellín. En 2011, la ligue s'est recentrée sur les quatre équipes traditionnelles de la côte Caraïbe.

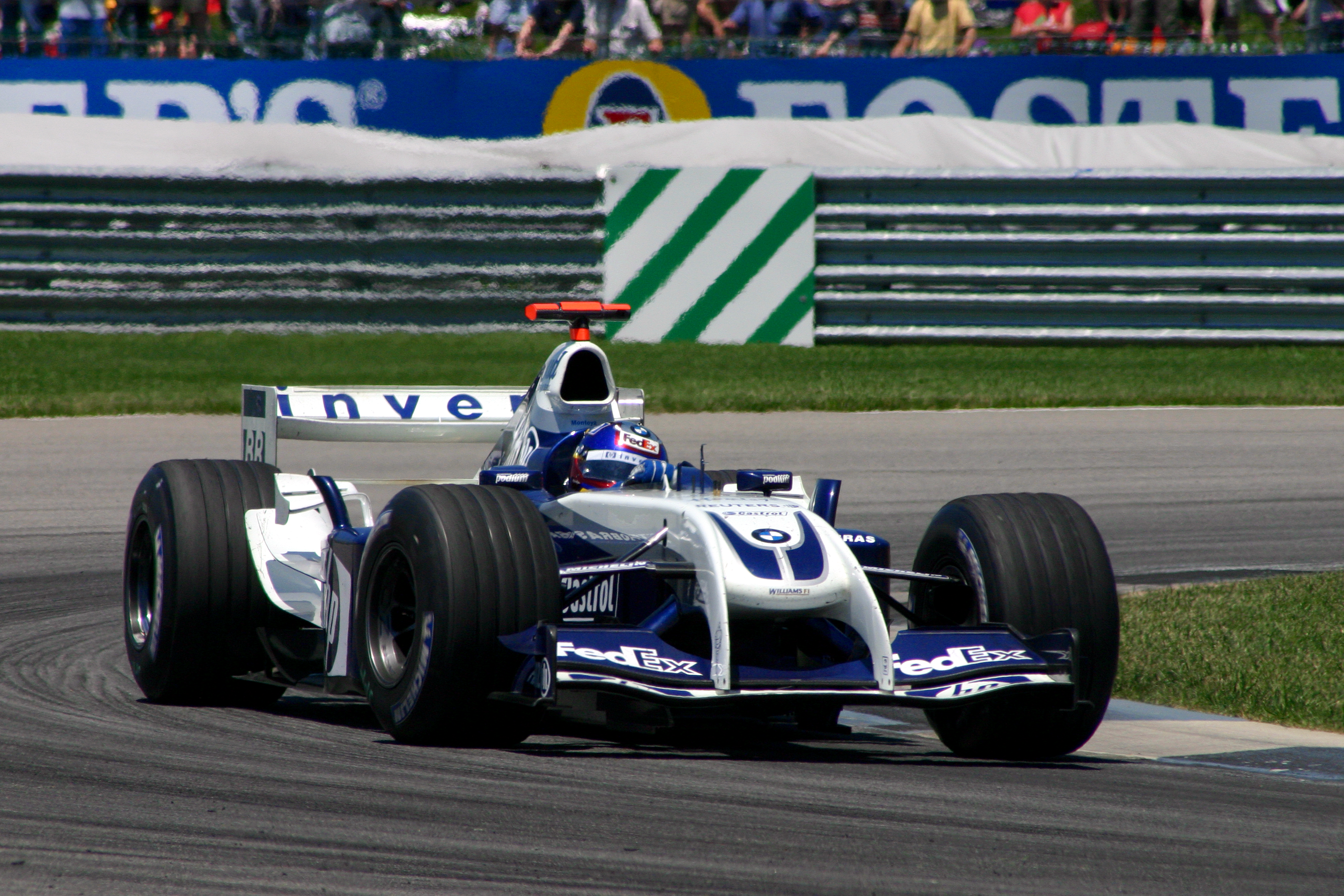
Juan Pablo Montoya dans sa Williams FW26 à Indianapolis lors du Grand Prix des États-Unis de 2004.

La popularité de la compétition automobile a trouvé son apogée à la fin des années 1990 et le début des années 2000 grâce à la participation de Juan Pablo Montoya en Formule 1 et d'autres séries aux États-Unis (NASCAR, 500 Miles d’Indianapolis, 24 Heures de Daytona). Un autre pilote colombien a participé aux 500 Miles d’Indianapolis et à d'autres courses aux États-Unis durant les années 1980 et 1990, Roberto Guerrero.
L'athlétisme colombien s'est distingué durant les années 1960 et 1980 avec des victoires dans les compétitions de fond et de route comme la Corrida de la Saint-Sylvestre de São Paulo, remportée par Álvaro Mejía (es) en 1966, Víctor Mora (es) en 1972, 1973, 1975 et 1981 et Domingo Tibaduiza en 1977. Un autre athlète exceptionnel dans la course sur route a été le Tumaqueño Silvio Marino Salazar. En 1992, Ximena Restrepo a remporté la médaille de bronze au 400 mètres lors des Jeux olympiques d'été de 1992.
Les disciplines individuelles ont obtenu les meilleures réalisations durant les Jeux Olympiques. La participation la plus importante à cet événement a été celle de Londres en 2012, lorsque l'équipe olympique colombien a remporté 8 médailles, dont la médaille d'or en cyclo-cross de Mariana Pajón. Avant cette participation, la meilleure olympiade avait été celle de Sydney en 2000 quand l'haltérophile afro-colombienne María Isabel Urrutia a remporté la première médaille d'or de l'histoire du pays. Le premier médaillé olympique colombien a été Helmut Bellingrodt, médaille d'argent de tir sportif à Munich en 1972. Il obtient la même médaille aux jeux de Los Angeles en 1984. Le palmarès olympique colombien comprend un total de 8 médailles dont 2 médailles d'or, 6 médailles d'argent et 11 médailles de bronze dans des sports comme l'haltérophilie, le cyclisme (sur route, sur piste et BMX), le tir sportif, le taekwondo, la boxe anglaise, la lutte, le judo et l'athlétisme. Aux Jeux paralympiques, la Colombie a seulement gagné une médaille de bronze avec le nageur Moisés Fuentes, et une médaille d'argent avec le marcheur Elkin Serna (es), tous deux en 2008.

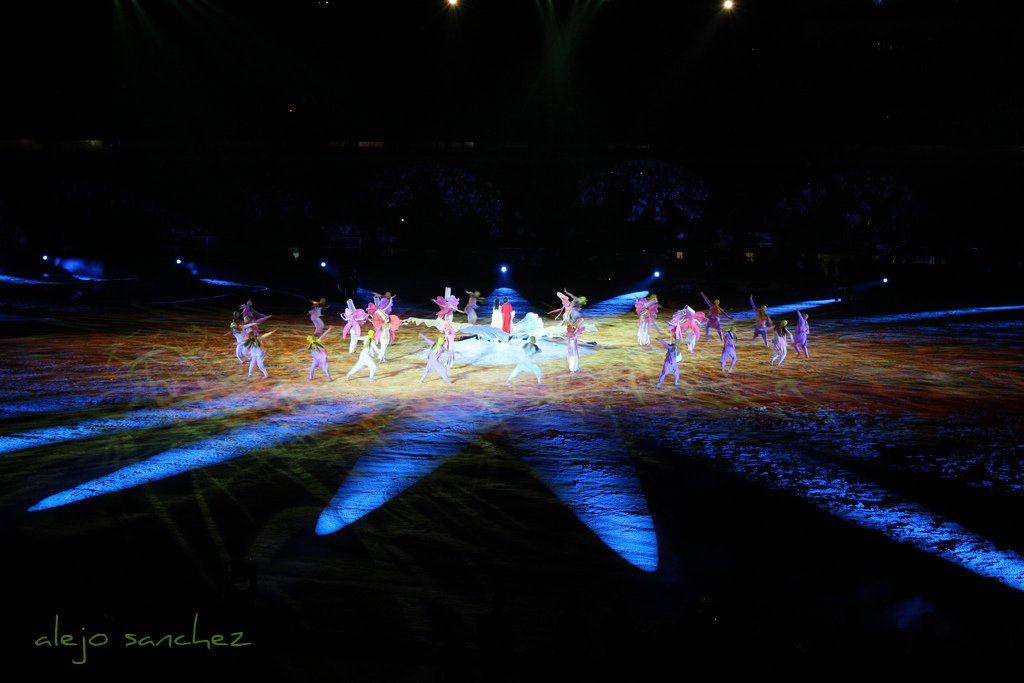
Cérémonie d'ouverture des Jeux sud-américains de 2010 à Medellín.

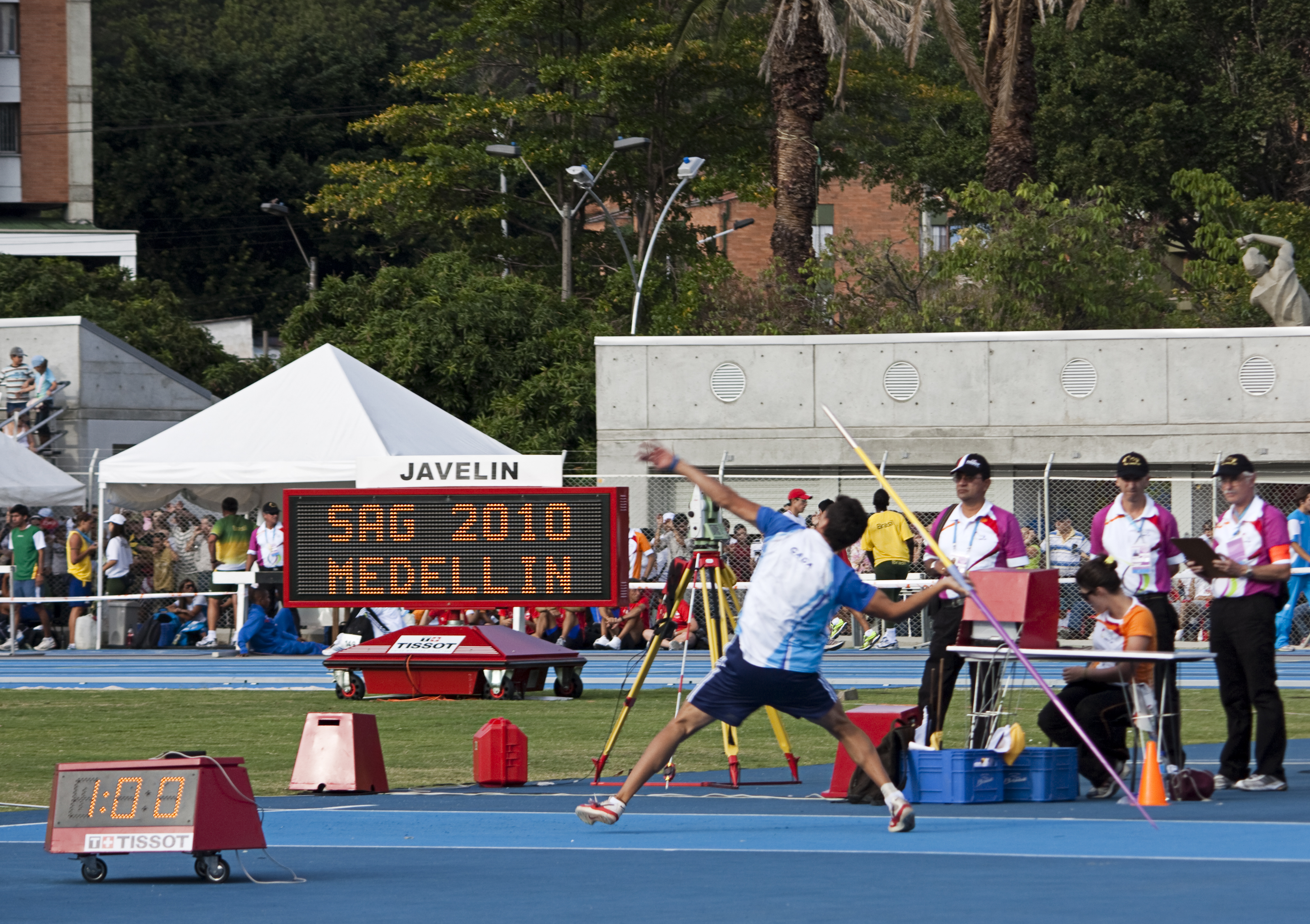
Compétitions sportives durant les IXe Jeux sud-américains en 2010 à Medellín.

Dans le palmarès des Jeux bolivariens, la Colombie se classe deuxième derrière le Venezuela avec 1 015 médailles d'or, 1 042 médailles d'argent et 847 médailles de bronze, soit un total de 2 894 médailles. Dans celui des Jeux panaméricains, la Colombie occupe la huitième place avec 82 médailles d'or, 134 médailles d'argent et 195 médailles de bronze, soit un total de 411 médailles.
Outre les Jeux Olympiques, le pays a joué au niveau international dans les disciplines individuelles telles que le golf avec Camilo Villegas et le Roller de vitesse sur piste et sur route, dans lequel depuis les années 1990 la Colombie a été championne du monde dans diverses compétitions internationales avec des coureurs comme Cecilia Baena et Jorge Andrés Botero (es). Le pays a également excellé dans les compétitions par équipe du même sport. La Colombie a été championne du monde de roller de vitesse 11 fois, détenant le maximum de victoires de cette compétition, tout en étant à la tête du palmarès historique de cette discipline, avec 214 médailles d'or, 138 médailles d'argent et 87 médailles de bronze, soit un total de 439 médailles.